# Orgue de Montserrat

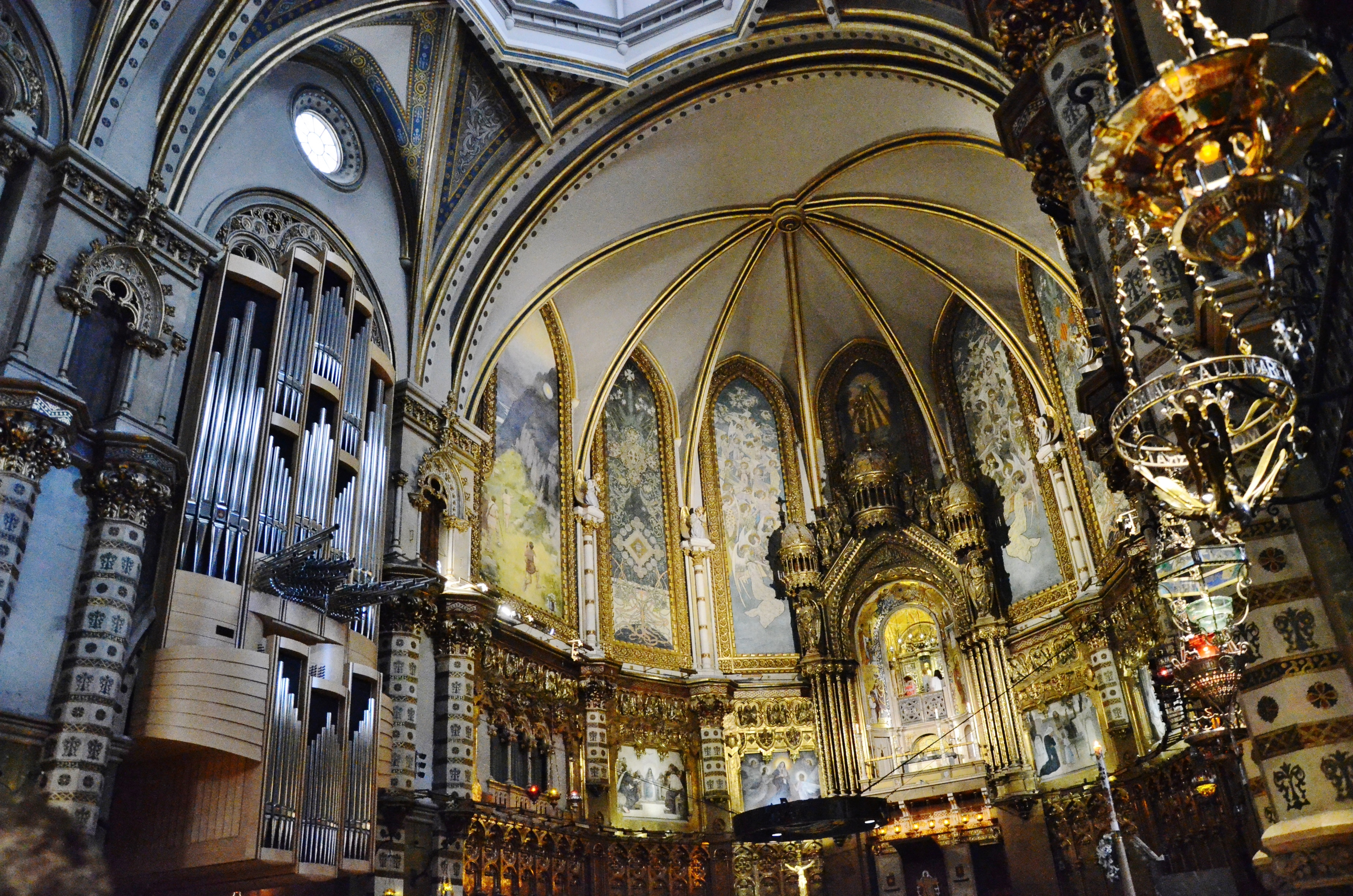
L'Orgue de Montserrat està situat a l'esquerra, prop de l'altar de la Basílica.

L'Orgue major de la basílica de Montserrat, inaugurat el mes de març de 2010 al Monestir de Montserrat, és l'orgue més gran de Catalunya i un dels més grans d'Europa. Ha sigut construït per Albert Blancafort i Engelfried del taller d'organistes Blancafort de Collbató i successor de Gabriel Blancafort i París.

## Característiques

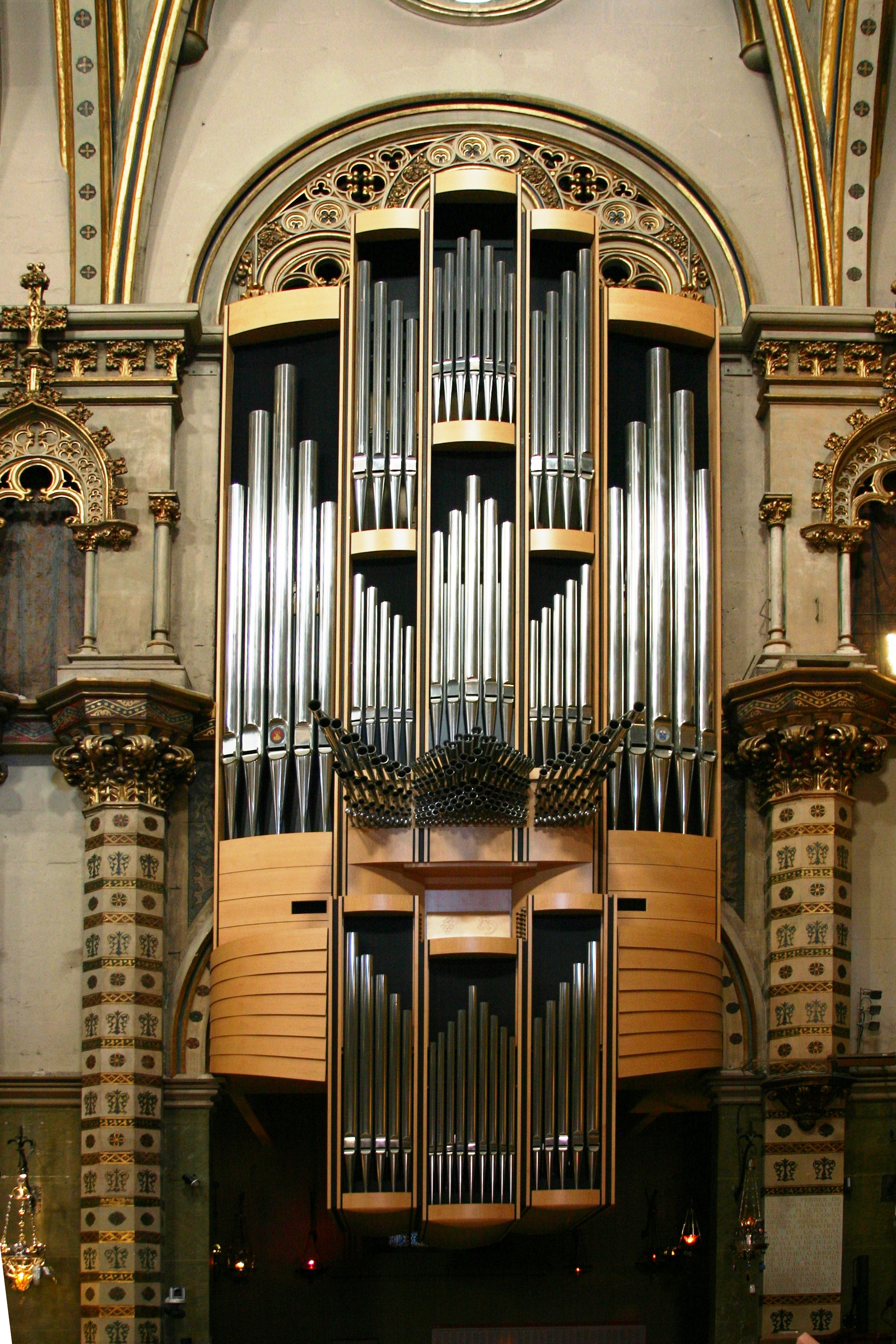
Nou Orgue de Montserrat

El nou orgue substitueix l'antic orgue, de 1958, que fou construït amb trossos d'altres orgues, com molts dels que es van recuperar després de la crema d'esglésies de la guerra civil espanyola, ja que els tubs d'estany es fonien per fer-ne armament. L'antic orgue continua en el seu emplaçament anterior a la part del darrere de la basílica.
El nou orgue està col·locat sota el creuer al lateral esquerre de la basílica, per on surten els escolans i els celebrants, l'emplaçament tradicional dels orgues a Catalunya des de fa més de 500 anys. Això permet una millor acústica que des de la part del darrere de la basílica.
L'orgue pesa 12.000 quilos i fa 12,5 metres d'alçada i 5,5 d'amplada, amb quatre teclats manuals i un de pedal –cadascun dels quals fa sonar un cos diferent, com si es tractés d'instruments independents, que s'anomenen cadireta, orgue major, expressiu, batalla i pedal–, transmissió mecànica de notes, una segona consola elèctrica al presbiteri i 4.242 tubs.
El nou orgue permet fer concerts oberts al públic amb els millors organistes internacionals, a més d'acompanyar les celebracions litúrgiques i l'Escolania de Montserrat, feina feta per 6 organistes que suposa un temps de funcionament d'unes vuit hores al dia.

## Construcció
La construcció del nou orgue fou possible gràcies a la participació de milers de feligresos i ciutadans que apadrinaren cadascun dels tubs. La construcció de l'orgue, amb un pressupost inicial d'1,2 milions d'euros sufragats amb l'ajut de Caixa Penedès, anà a càrrec del taller d'organistes Blancafort, de Collbató, de gran tradició en aquest àmbit i que a més ja havien construït l'orgue anterior el 1925. L'hereu de la família d'orgueners, Albert Blancafort, liderà un equip de set constructors que hi dedicaren 22.000 hores entre 2007 i 2010 i combinaren l'artesania amb tècniques actuals, des de CAD 3D per al disseny dels plànols fins a aparells de control numèric, làsers, escàners i eines digitals.
Els orgueners Blancafort destinaren dues persones cada dia durant tres mesos només per afinar-ne el so, feina que s'ha d'anar ajustant periòdicament, ja que és un instrument litúrgic que sona un mínim de quatre cops al dia, una per cada ofici.

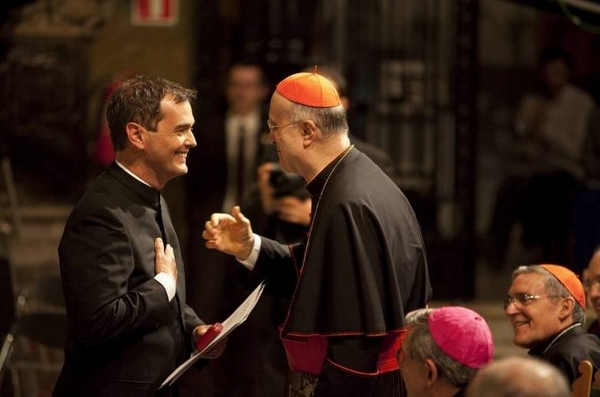
L'orguener Albert Blancafort saludant al cardenal Bertone, en la inauguració de l'orgue de la Basílica de Montserrat

Els tubs s'agrupen en diferents famílies, anomenades registres, que l'organista pot fer servir per fer combinacions. El de Montserrat consta de 63 registres, la qual cosa aporta una gran quantitat de possibilitats. Aquest nou instrument permet la interpretació de tot el ventall de literatura organística, des de Bach fins a les obres més contemporànies, amb la voluntat de situar l'instrument, un dels més grans d'Europa, entre els de més alt nivell musical.
La cerimònia de benedicció del nou orgue tingué lloc el 20 de març de 2010 amb unes 1.600 persones que ompliren els bancs i els passadissos del temple, i a l'exterior de l'església, on hi havia instal·lades unes pantalles gegants. En el concert participaren l'Orfeó Català, l'Escolania de Montserrat, la Capella de Música de Montserrat i l'Orquestra Simfònica Julià Carbonell de les Terres de Lleida. Les 4 veus solistes van ser de Gemma Coma-Alabert, Xavier Mendoza, Marta Mateu i Roger Padullés.

## Disposició
1. ↑  L'orgue més gran de Catalunya
2. 1 2  Diari Avui, 20/03/2010, Un orgue del segle XXI
3. ↑  TV3, El nou orgue de Montserrat, un èxit